# More (TV emisija)
More, tjedni TV magazin HTV-a. Jedna od najdugovječnijih i najgledanijih emisija HTV-a.

## Povijest
Pokrenuo ju je Branislav Bimbašić, ondašnji urednik TV centra Rijeka i Pula Branislav Bimbašić, koji je bio prvi urednik emisije. Emisija je krenula 1982. pod imenom More, ljudi i obale. Realizator emisije bio je Mišo Vučić. 1990. godine emisija je promijenila ime u More. Sadržaj emisije bili su ljudi s priobalja i otoka, život na moru, običaji i kulturna baština, priče o naseljima, razgovorima s običnim ljudima, razgovori sa stručnjacima o pomorskom gospodarstvu, brodarstvu ili ribolovu. Važna je za povijest hrvatskog novinarstva i osvješćivanje jadranske orijentacije Hrvatske. Njome se teži promicati važnost Jadrana za hrvatski identitet. Do 1998. se godine emisiju uređivalo, vodilo i emitiralo HTV studija Rijeka. Od te godine naizmjence ju se emitira iz Rijeke i Splita. Realizirano je preko 1000 emisija. Među najgledanijim je tjednima magazinskim emisijama Hrvatske televizije. Prve su televizijske pripovijesti sastavili autori iz Pule Branislav Bimbašić, Valnea Delbianco i Branko Blažina. Iz riječkoga studija tu su bili Jaroslav Kovačević, Marija Končar, Nikolina Majster i Zdravko Kleva. Početkom devedesetih voditelji emisije iz Rijeke su Antonela Galić, Zdravko Kleva, Vladimir Rončević i Odri Ribarović. Od 1999. godine išlo je prvo more iz splitskog HRT-ovog centra, nakon duge borbe urednika Mladena Mateljana da emisija More, ljudi, obale, nakon što se preselila u Rijeku, stigne i do Dalmacije. U početku je emisija emitirana jednom mjesečno iz Splita i prvi splitski autori uz urednika Mateljana bili su Ranko Stojanac, Petar Vlahov, Ante Granik i Vedran Benić. Emisija je na rasporedu svake nedjelje na Prvome programu Hrvatske televizije (HRT – HTV 1) u 13:20.